# Philippe Herreweghe

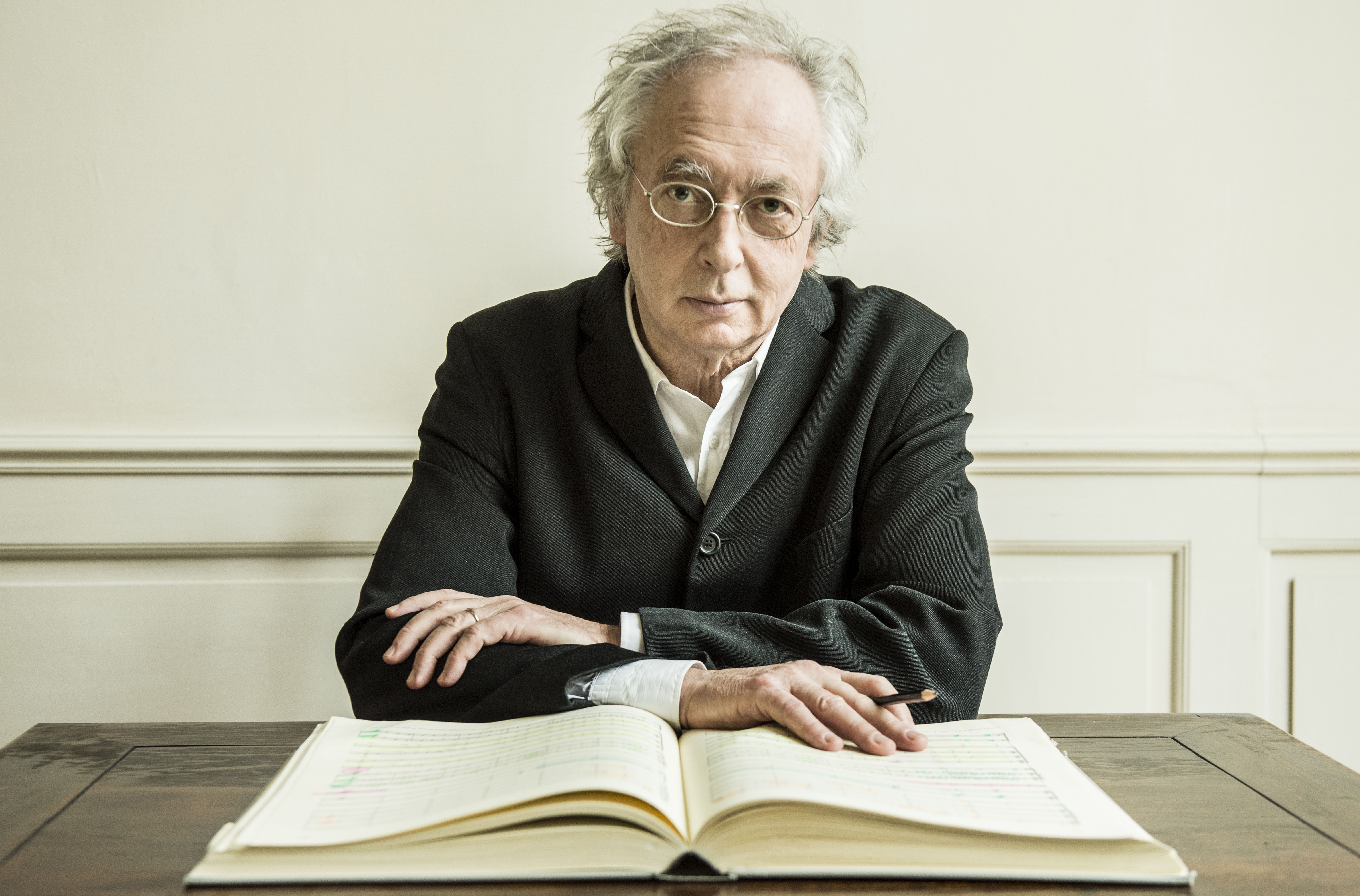
Herreweghe in 2013

Philippe ridder Herreweghe (Gent, 2 mei 1947) is een Belgische dirigent.

## Studies
Herreweghe liep school aan het Gentse Sint-Barbaracollege. Hij kreeg zijn eerste piano-initiatie van zijn moeder, een dame uit de Gentse bourgeoisie. Na zijn humaniora studeerde hij aan het Conservatorium van Gent, waar hij lessen volgde bij Marcel Gazelle (piano), Gabriël Verschraegen (orgel) en Johan Huys (klavecimbel). Daarna studeerde hij geneeskunde en specialiseerde zich in de psychiatrie aan de Universiteit Gent.

## Muzikale loopbaan
In 1970 richtte hij samen met een groep bevriende studenten het kamerkoor Collegium Vocale Gent op, waarmee hij zich toelegt op muziek van Johann Sebastian Bach en andere Duitse barokmuziek. Zijn benaderingswijze werd snel opgemerkt en musici als Nikolaus Harnoncourt en Gustav Leonhardt vroegen Herreweghe om mee te werken aan hun opnames van de verzamelde Bachcantates.
Herreweghes authentieke en retorische aanpak van de barokmuziek kreeg veel bijval en in 1977 richtte hij in Parijs het ensemble La Chapelle Royale op, waarmee hij de muziek van de Franse Gouden Eeuw ten uitvoer bracht.
Van 1982 tot 2002 was hij artistiek directeur van het Festival de Saintes. In die periode creëerde hij verschillende ensembles, waarmee hij een repertoire lopende van de renaissance tot de hedendaagse muziek bracht. Zo was er het Ensemble Vocal Européen, gespecialiseerd in renaissancepolyfonie, en het Orchestre des Champs Élysées, opgericht in 1991 met de bedoeling het romantische en preromantische repertoire opnieuw te laten schitteren op originele instrumenten.
Op uitnodiging van de Accademia Chigiana te Siena en vanaf 2011 ook onder impuls van het Cultuurprogramma van de Europese Unie werkt Philippe Herreweghe samen met Collegium Vocale Gent actief aan de uitbouw van een groot symfonisch koor op Europees niveau.
Philippe Herreweghe is de laatste jaren ook actief in het grote symfonische repertoire van Beethoven tot Gustav Mahler. Sinds 1997 engageert hij zich als hoofddirigent van het Antwerp Symphony Orchestra in Antwerpen. Hij werd in 2008 ook vaste gastdirigent van de in 2013 opgeheven Radio Kamer Filharmonie in Nederland. Hij is een veelgevraagd gastdirigent van orkesten als het Koninklijk Concertgebouworkest in Amsterdam, het Gewandhausorchester in Leipzig en het Mahler Chamber Orchestra.

## Discografie
Met al deze ensembles bouwde Philippe Herreweghe in de loop der jaren bij de labels Harmonia Mundi France, Virgin Classics en PentaTone een uitgebreide discografie op met meer dan 100 opnamen. Bij de werken die hij opnam bevinden zich onder andere de Lagrime di San Pietro van Lassus, de Matthäus-Passion van Bach, de integrale symfonieën van Beethoven en Schumann, Mahlers Lieder aus Des Knaben Wunderhorn, Bruckners Symfonie Nr. 5, Pierrot Lunaire van Schönberg en de Symphonie de Psaumes van Stravinsky. In 2010 startte een nieuw opnameproject waarbij Herreweghe zijn eigen label φ (PHI) oprichtte, met opnamen van onder meer de Vierde Symfonie van Mahler, cantates en de Mis in b-klein van Bach, het Officium Defunctorum van De Victoria, de Responsoria 1611 van Gesualdo, symfonieën van Mozart en Schubert en Die Schöpfung van Haydn.

## Onderscheidingen
Omwille van zijn bijdrage aan de interpretatie van barokmuziek werd Philippe Herreweghe op verschillende plaatsen onderscheiden.
- 1989/1990: werd hij door de Syndicat de la critique Théâtre, Musique et Danse uitgeroepen tot Muzikale persoonlijkheid van het Jaar[1]
- 1993: werd hij samen met het Collegium Vocale Gent benoemd tot Cultureel Ambassadeur van Vlaanderen
- 1994: werd hij Officier in de Franse Orde van Kunsten en Letteren
- 1997: kreeg hij een eredoctoraat aan de Katholieke Universiteit Leuven
- 2000: Gouden Penning van de Koninklijke Vlaamse Academie van België voor Wetenschappen en Kunsten
- 2000: kreeg hij de adellijke titel van ridder van Koning Albert II
- 2003: kreeg hij in Frankrijk de titel Ridder van het Legioen van Eer toegekend
- 2008: een Diapason d'or voor zijn opname van de Cantiones Sacrae sex vocum (1594) van Orlandus Lassus door het Collegium Vocale Gent.
- 2010: Leipzig verleent hem de Bach-medaille voor zijn grote verdienste als Bachuitvoerder
- 2014: Klara Carrièreprijs
- 2017: eredoctoraat aan de Universiteit Gent
- 2019: Officier in de Leopoldsorde
- 2020: Prijs van de Vlaamse Gemeenschap voor Algemene Culturele Verdienste